# Norm Maxwell
Pour les articles homonymes, voir Maxwell.
Pas d'image ? Cliquez ici

a Compétitions nationales et continentales officielles uniquement.

b Matchs officiels uniquement.
Dernière mise à jour le 28 septembre 2021.
Norman Michael Clifford Maxwell, né le 5 mars 1976 à Rawene, est un joueur de rugby à XV néo-zélandais qui a joué 36 fois avec les All-Blacks de 1999 à 2004. Il joue au poste de deuxième ligne.

## Carrière
Il a joué avec l'équipe de Nouvelle-Zélande scolaire (1994), des moins de 19 ans (1995), des moins de 21 ans (1996-1997).
Maxwell a joué aussi avec l'équipe des Māori de Nouvelle-Zélande (1997-1998). En 1999, il a eu le titre de meilleur joueur māori de l’année.
Il a fait ses débuts avec les Blacks en juin 1999 à l’occasion d’un match contre l'équipe des Samoa. Il a cessé de jouer avec les Blacks en 2003, puis est revenu en 2004 (2 sélections). Il a disputé son dernier test match contre l'équipe de France en novembre 2004.
Il a disputé la Coupe du monde 1999 et a notamment marqué un essai contre Tonga.
Maxwell a joué avec les Barbarians britanniques en 2000 contre les Springboks.
Il joue dans le Super 12 avec les Canterbury Crusaders.

## Palmarès

### En club
- 75 matchs de Super 12 avec les Crusaders

### En équipe nationale
- Quatrième de la Coupe du monde 1999
- Vainqueur du Tri-nations en 1999

## Statistiques

### En équipe nationale
De 1999 à 2004, Norm Maxwell compte 36 sélections avec les All-Blacks, inscrivant 25 points. Avec les Kiwis, il dispute une Coupe du monde en 1999. Il participe à trois éditions du Tri-nations en 1999, 2000 et 2001.